# 日本国大統領 桜坂満太郎
『日本国大統領 桜坂満太郎』（にほんこくだいとうりょう さくらざかまんたろう）は、作画：吉田健二、監修：日高義樹、脚本：堀江信彦による日本の漫画作品。『週刊コミックバンチ』（新潮社）にて2003年23号から2006年34号まで連載された。単行本は全16巻。全151話。

## 概要
作品キャッチフレーズは「近未来国際政治コミックス」と題されている。「日本を中華人民共和国やアメリカ合衆国、ロシアなど周辺大国に翻弄されない、真の独立国家にするために元東京都知事の主人公・桜坂満太郎が戦う」という内容の作品。ちなみに日高監修の同様な作品として『日本国初代大統領 桜木健一郎』（作画：次原隆二、集英社刊）があるが、こちらは掲載誌の休刊が原因で打ち切りとなっており、中途半端な終わり方をしている。
「世界の警察官」を自負するアメリカが、日本と韓国という同盟国が蹂躙されるという極東の状況悪化を傍観するばかりか、不作為な態度に終始しようとしたり、中国と北朝鮮が日本侵攻作戦を遂行する。
中・露の後押しを受けた朝鮮人民軍が韓国軍をわずか3日間であっさり敗北させ、韓国政府の面々が以後全く登場しないことや、米中が核兵器を大量に発射したり、ロシア人やフランス人といった欧州諸国の人物が全く登場しない等、政治的・軍事的観点から見て突っ込みどころの多い作品である。またアメリカ政府首脳が、侵略に成功するとみすみす中国を世界の超大国にしてしまうような極東の軍事行動を終盤まで黙認するなど、設定自体が現実性よりも日本独立戦争を描きたいとする娯楽的観点を重視したものである。
なお、雑誌掲載中（2004年）に発生した中国原潜が日本領海を侵犯した事件や竹島問題を「数年前」と表現されている。また、イラク戦争のために国際連合が機能麻痺しているという描写もある。

## あらすじ
西暦200X年。アメリカは北朝鮮への軍事制裁を決意し、北朝鮮の暴走を誘発するために在韓米軍を朝鮮半島から撤退させ、さらに在日米軍も日本から撤退させてしまう。そうした中、東京の国会議事堂を中心として永田町周辺が小型核爆弾テロの攻撃を受け、日本の国家中枢が消滅してしまう。これを北朝鮮の犯行と判断したアメリカは、その報復として北朝鮮の総書記を空対地ミサイルで暗殺した。しかし、この事件は中国が世界覇権を狙うために引き起こした陰謀であった。中露の後押しを受けた北朝鮮の軍事政権は韓国を武力併合し「統一朝鮮国」を樹立した。勢いに乗る統一朝鮮は中国人民解放軍とともに日本へ侵攻する。統一朝鮮軍は大規模軍事侵攻を九州に行い、中国・統一朝鮮による傀儡国家「九州国」として独立（分断）させられる。
同時期、東京都知事の桜坂満太郎は神奈川県知事の川原龍二と共に「知事連合」を結成し、日本国の臨時政府を樹立する。一方、アメリカは日米安全保障条約に基き第7艦隊を派遣するが、中国のミサイル攻撃で軍事衛星を破壊され、北朝鮮の潜水艦隊の襲撃を受け艦隊が全滅したため、日本を見捨て撤退してしまう。程なくして、日本本土も中国軍の弾道弾攻撃により航空自衛隊がほぼ全滅し、東京は占領されてしまった。日本の占領を受けたアメリカ政府は日本を見捨て、中国の日本占領を事実上黙認する。桜坂ら知事連合と残された自衛隊は仙台に撤退して中国への抵抗を続ける。
中国から派遣された占領軍司令官の劉金星は日本の親中メディアを利用して桜坂たちを「テロリスト」に指定し、陸路・空路から知事連合を追い詰め仙台を攻略する。桜坂らは函館に撤退して「新生日本政府」を樹立し、中国軍への抵抗を継続する。桜坂の元には各地から義勇軍が加わりゲリラ運動を展開し、桜坂に刺激された台湾が日本と連携し独立を宣言する。中国では台湾との衝突を避けようとする周雲山が、中国の影の支配者・鄧建民に見放され暗殺され、鄧の支配下の軍部が全権を掌握する。中国は台湾侵攻を開始するが、台湾空軍と軍事衛星を復旧させたアメリカ空軍の反撃に遭い艦隊が壊滅する。
台湾侵攻の失敗を受けた鄧は、責任を劉に押し付け南京大軍区の粛清を始める。桜坂は劉と会談し、中国の鄧体制を打倒することで合意し、日本占領軍は撤退し中国は内戦に突入する。桜坂は九州を奪還し日本本土を回復、一方の劉はチベットなどの反北京派を味方に引き入れ「中華連邦共和国」を結成し、日中台による「東アジア安全保障会議」を設立し、新しい東アジア安保体制を確立する。また、ニューヨークでロビー活動をしていた川原の尽力により、国連総会で日本の独立と再加盟が承認される。一方、アメリカは東アジアの覇権を握るためにロシアを動かし統一朝鮮へ侵攻させたが、最高司令官である高城眞が消息不明となり内乱が激化したために覇権主義を断念。アメリカも東アジア安保に加盟した。そして、桜坂の戦略と劉の活躍により鄧体制は崩壊する。
日本では独立後の大統領就任式を控えていたが、大統領に内定していた川原が爆弾テロで暗殺されてしまう。人々は都知事に復帰していた桜坂に大統領就任を求めるが、川原の死に衝撃を受けた桜坂は就任を断る。しかし、桜坂は核爆弾テロで死んだ妻子が死ぬ直前に贈った誕生日プレゼントとメッセージカードを受け取り、自分を誇りに思っていた妻子の気持ちに気付き、大統領への就任を決意する。

## 登場人物

### 日本国
桜坂 満太郎（さくらざか まんたろう）
本作の主人公で東京都知事。日本の危機管理の甘さを憂えていた。ハーバード大学留学時代にボクシングを経験。妻京子（けいこ）と娘玲菜（れいな）の三人家族。
以前は衆議院議員だったが、派閥闘争に明け暮れる衆愚政治に嫌気が差し、国会議員を辞し東京から日本を変えようと試みた。ボクシングでも政治でも型破りなスタイルをとり、マスコミからは政界の乱暴者としてヒール扱いを受けているが、国民からは絶大な支持を得ている。国会テロで妻子を失い、一度は政治家としての自信を喪失してしまうが、政治家としての自分を誇りに思ってくれていた妻と娘のために再び政治家として立ち上がる決心をした。
「知事連合」の臨時政権を樹立して副総裁に就任し、中国にもアメリカにも支配されない真の独立国家の建設を目指す。中国軍の日本侵攻に対して日本の独立戦争を宣言し、事実上の総指揮官として中国・統一朝鮮と戦い続ける。本州奪還後はアジアの新しい平和と秩序のために台湾や南京国と協力し、東アジア安全保障会議の構築を急ぎ、戦後の東アジアの安定化を図る。対中戦争の終盤、中国にブラフのミサイルを撃ち込み共産党政権を崩壊に追い込み戦争を終結させた。戦後は都知事に戻ろうとしたが、臨時大統領の川原の死去に伴い、その意志を継いで日本国初代大統領に就任した。
桜坂 慎二郎（さくらざか しんじろう）
陸上自衛隊一等陸佐。桜坂満太郎の弟。防衛庁長官直轄の特殊部隊・特殊作戦群の群長。
如何なる状況においても適切な判断を下す優秀な指揮官であり、死体になっても見捨てようとしない仲間思いな性格もあって、部下達から強い信頼を寄せられている。日米合同軍事演習において、米軍との戦闘訓練でも一度として負けることはなかった。中国との戦争でも劉金星の精鋭部隊を相手に幾度と無く勝利を重ね、「鬼将」として劉からも注視される存在となった。本州や九州で戦った後は「日本軍」として中国に渡海し劉の中華連邦軍と共闘し中国軍と戦う。
川原 龍二（かわはら りゅうじ）
神奈川県知事。かつては防衛庁長官を歴任した。桜坂とともに「知事連合」を結成し、その総裁に就任した。
桜坂が佐藤剛から戦費を借り受けることに成功した後に100億ドルを持って渡米し、アメリカを拠点にロビー活動を開始、日本救出の国際世論をまとめあげるべく尽力した。ロビー活動と同時に諸外国の情報収集も行い、たびたび桜坂に報告をしていた。
独立戦争が終局に近付くと日本に帰国し、新生日本の独立準備に取り掛かった。日本全土奪還後に臨時日本国大統領として日本独立を宣言したが、戦争終結後に自爆テロに遭い死亡する。
細谷 寿美江（ほそや すみえ）
東京都副知事（渉外担当）。作画の吉田健二曰く「本作のヒロイン」。
突飛なパフォーマンスを好む桜坂の行動に頭を抱えることも多いが、命の保障ができない場所でも桜坂とともに残るなど、その忠誠心は他の部下達と比べても格段に強い。
桜坂の一番の側近であるが、国会テロ以降は取り乱してばかりでなかなか桜坂の役に立てないことで悩んでいる。
知事連合においては広報担当を務め、目立った活躍こそ無かったものの桜坂陣営に国民の支持を集める縁の下の力持ちとしての役割を果たし続けた。だが、仙台に避難していた二人の娘由里（ゆり）と万里（まり）に会っている時に中国軍の特殊部隊に暗殺されてしまう。
飯嶋 勝文（いいじま かつふみ）
自衛隊統合幕僚会議議長。防衛大学校の教官を務めていた時期もある。
桜坂との話し合いで彼を信頼するに足る人物と認め、超法規的措置として桜坂が一時的に自衛隊を指揮することを認め、戒厳令を敷いた。知事連合結成時にも支持を約束した。
中国軍の弾道弾攻撃により自衛隊はほとんど壊滅してしまうが、その後も残存自衛隊を指揮し中国軍相手に奮戦し続ける。
相馬（そうま）
外務担当。元外務省官僚だったが、省内の親中派に深入りしすぎたあまりに外務省を出ざるを得なくなった過去を持つ。当初は情報収集を担当していたが、中国軍の本州侵攻後は工作員達を率いての作戦行動が主な職務になる。桜坂の護衛も一度務めた他、外務省官僚の経験を活かして諸外国を回り、意見をまとめる活躍を見せたこともある。
物語序盤では上司である桜坂に対しても気さくな口調だったが、途中からは敬語で話すようになる。
橘 公平（たちばな こうへい）
国際連合事務総長特別代理。ハーバード大学留学時代の桜坂の友人。
モンテーロ事務総長の下で数多くの国々の平和維持活動に長年従事し「国家の再建王」と呼ばれている。
アメリカで二人組のゴロツキに暴行を受けていたときに桜坂に身を挺して助けられた過去があり、その借りを返すべく事務総長特別代理を辞職して日本に帰国、知事連合の目付け役となった。その後、川原総裁が渡米した際には彼の側近として行動を共にしていた。
西条 昇（さいじょう のぼる）
航空自衛隊空将。西部航空方面隊司令官。東京に妻と二人の息子がいる。
決して仲間を見捨ててはいけないと部下にいつも語っていた。仲間や国のために自己犠牲をも厭わない性格。統一朝鮮軍の九州侵攻に対して独断で交戦を開始。桜坂に国家の意思をまとめることを託し、東京へ避難させた。奮闘も空しく、九州は占領され自身も重傷を負い敗走を余儀無くされる。だが、桜坂慎二郎率いる特殊作戦群により、部下と共に救出される。
高東宣が桜坂を亡き者にすべく旅客機を乗っ取り突撃を仕掛けた時には停戦会談の行われているタンカーにヘリで駆け付け、桜坂達の救助を試みるが失敗。最期は桜坂達を救うために、旅客機の片翼に体当たりして死亡した。
青山 優子（あおやま ゆうこ）
カンヌ映画祭でグランプリを受賞した映画監督。
暗殺された細谷との約束に従って桜坂陣営に姿を見せた。敵の情報操作への対策に苦悩する桜坂に対し、ライブによるメッセージの発信を提案し実行する。このライブによって桜坂の勇気が国民に伝わり、国内世論は一気に知事連合に傾く。当初は相馬をはじめとする桜坂の側近達からも信用されていなかったが、ライブの撮影場所に侵入した暗殺者から桜坂を救ったことで信用を得る。その後は戦場に残り、戦争のありのままの姿を記録し世界に伝える。
当初桜坂に対しては民衆の心を揺り動かすその圧倒的な存在感に対し、純粋に演出家として興味を持っていただけだったが、次第に好意を寄せていくようになる。桜坂の大統領就任式にも姿を現し、その雄姿を記録した。
岩本 小太郎（いわもと こたろう）
福岡県知事。桜坂と同様、妻と娘がいる。知事連合支持に回る。
北朝鮮の韓国侵攻によって大量に流入する韓国人難民の問題に苦悩しており、桜坂に対して「日本国の意志」の必要性を訴えた。
九州空爆の日に、何があろうと日本を守ろうと桜坂知事と誓い合ったが、家族を人質にとられ止むを得ず統一朝鮮軍に従い、九州の独立宣言と九州国初代大統領の就任を引き受けた。だが、桜坂知事の命令で家族は救出される。それを知った彼は九州の独立宣言を拒否し、朝鮮兵に銃撃される。最期は自分を最後の最後で政治家にしてくれた桜坂に対する感謝の気持ちを胸に息絶えた。
中森 鬼介（なかもり きすけ）
政権与党・民自党の幹事長を務める実力派の衆議院議員。親中派の親玉と見られている。耳の早い男であり、「鬼の地獄耳」とも呼ばれる。
国会テロに巻き込まれて死亡したと思われていたが、裏でウォンと手を結んで核爆発から逃れており、テロの三日後に廃墟から発見された。彼の生還をマスコミは「奇跡」と形容し、日本の救世主のように英雄扱いして大々的に報道した。その後同じくウォンと密かに接触してテロから逃れていた親中派の国会議員達を集め、臨時内閣を樹立。ウォンとともに日本を乗っ取ろうと目論む。
新人議員だった頃は桜坂と同じく日本の国防の甘さを憂えており、日本の再軍備を主張していた。軍備より先に首相公選制の導入を唱える桜坂とは犬猿の仲と揶揄される程に激論を交わしていたが、一方でお互いの愛国心を認めていた。だが、一向に変わらない日本の政治に失望し、権力亡者の老人政治家達にすり寄って権力を得ていく道を選んでしまう。それでも日本の真の独立は諦めていなかったが、権力を得れば得るほどこの国の変革が不可能であるように感じ、日本を変えるには外圧による革命しかないと結論してしまう。
国会に仕掛けられたのが核爆弾であることはウォンから知らされておらず、核爆破で内縁の妻と娘を失っている。その後も国民の流血が強いられる要求を次から次へと求めてくるウォンに対し、次第に不信感を抱くようになる。臨時内閣総理府へ中森との直談判に来た桜坂に対し、中国の陰謀を暴露したためにウォンが仕向けた狙撃手に暗殺される。
加藤（かとう）
テレビ関東の報道番組「ワイルドワイド」のメインキャスター。
以前より中国から賄賂をもらい中国の宣伝をしてきた親中派のジャーナリストであり、国会テロの際には中森と同じようにウォンと接触していた。終始桜坂をヒール扱いする報道を行い、中森を英雄視する報道を扇動した。ウォンの死後には劉金星と接触し、中国軍を支持する国内世論を作ろうとした。
中国軍の仙台空襲以後は全く出番が無くなり、消息は分かっていない。
矢吹 大（やぶき だい）
中国軍占領下の東京に潜伏するレジスタンスの指揮官を務める傭兵。息子が一人いるが、妻とは死別している。
桜坂慎二郎とは防衛大学校の同期だったが、首席で卒業したのにも関わらず土壇場で任官を拒否し、ソ連軍相手に戦うためにアフガニスタンへ飛んだ。その後も世界各地の戦場を転戦し、世界中の軍情報部に目を付けられ「孤高の虎」と呼ばれ恐れられるようになる。ゲリラ戦のノウハウだけでなく、部下を統率するカリスマにも長けている他、特殊作戦部隊を一人で壊滅させるなど自身の作戦遂行能力も高い。
弱い者に味方したくなる性分であり、戦争については言い分はどちら側にもあることを認めているが、大国の言い分は全てエゴにしか過ぎないと語っている。その大国のエゴから自分達の国を守ろうとする者達に協力するために、自衛官の道を進まず日本を去っていた。
中国軍を撤退させるために劉との交渉役に名乗りを挙げ、桜坂と劉の会談を実現させる。中国軍の撤退後は九州に乗り込み統一朝鮮軍と戦い、戦争を早期に終わらせるために統一朝鮮軍の弾薬庫を爆破するため単独で敵地に侵入するが発見され銃撃され重傷を負い、脱出不可能と判断し弾薬庫諸共自爆して果てた。
河野 吉和（こうの よしかず）
陸上自衛隊二等陸曹。西条昇の救出作戦に参加し死亡。桜坂に遺書を遺しており、桜坂に自らが下す命令の重みを再認識させた。
半田 準一郎（はんだ じゅんいちろう）
陸上自衛隊三等陸佐。慎二郎の部下で日米合同軍事演習には共に参加している。決まってピンチの時に軽口を叩く癖がある。
函館沿岸警備隊の隊長として北海道に侵攻する中国軍を釘付けにしていた。慎二郎ら援軍の到着時には防衛線は突破される寸前であったが、重傷を負っていたために慎二郎の命令で病院に搬送される。しかし、搭乗車が中国軍の砲撃によって大破した際に致命傷を負い、寿命を悟り死ぬ決意を固め大型タンカーに乗り込み、函館に上陸しようとする中国軍に特攻し死亡した。
平岡 俊一（ひらおか しゅんいち）
航空自衛隊一等空尉で西部航空方面隊の所属。麻美（あさみ）という婚約者がおり、統一朝鮮軍が九州に侵攻した日に結婚式を挙げる予定だった。
司令官の西条と共に桜坂慎二郎に救出される。その恩に報いるため函館防衛戦では青森県の中国軍前線基地攻撃に志願する。攻撃には成功したものの、直後にミサイル攻撃によって搭乗機を撃墜され脱出したが、着地場所で中国兵に発見され射殺された。
笹原（ささはら）
特殊作戦群の隊員。慎二郎の命令で桜坂のSPとして警護に当たっていたが、ウォンの襲撃を受け死亡する。しかし、死ぬ直前にウォンの車両に発信器を取り付けることに成功しており、ウォンの逮捕に貢献した。
元々は名も無いモブキャラクターだったが、編集部の方針変更により急遽キャラクターが設定された。
石川 孝太郎（いしかわ こうたろう）
元東京都知事。大の反中派として有名で、日本人を懐柔するため劉に傀儡政権の首班に指名されたが拒否している。静岡で隠遁生活を送っていたが、桜坂に「市民の暴動を鎮めるため」として傀儡政権の首班になるよう頼まれる。当初はその要請に不快感を示していたが、桜坂の「日本を必ず独立させる」という覚悟を目の当たりにし、傀儡政権の首班になる決意を固める。
モデルは石原慎太郎。
徳田 又一（とくだ またいち）
内閣総理大臣。政局に明け暮れているため危機管理意識は無く、在日米軍の撤退を知らせた桜坂に対し「アメリカからは何も聞いていない」と返答し追い返した。北朝鮮工作員による核爆弾テロに関する警告にも全く耳を借さず、そのまま他の議員と共に核爆弾テロの犠牲となり死亡した。
小沢 伊平（おざわ いへい）
衆議院議員。桜坂と同じ派閥に所属していた。老齢で入院中だったため核爆弾テロを免れた。自分たちを差し置いて政府を主導する桜坂に抗議をしに来たが、中国や北朝鮮から賄賂を受け取っていることを指摘され追い返される。
その後、他の親中派議員と共に中森の臨時内閣に参加するが、中森が死ぬと政権を桜坂の知事連合に譲った。周囲からは「難局から逃げ出した」と見られている。
武田 修三（たけだ しゅうぞう）
千葉県の県民で父と共に漁師をしている。相馬の依頼で漁師仲間と共に中国軍の輸送船団の北上を妨害するが、妨害を免れた中国艦の反撃を受け、父や仲間を守るため中国艦に漁船で特攻し死亡した。
佐藤 剛（さとう ごう）
世界有数の大企業・三ツ星グループの総帥。利益に敏感な人物で、日本での経済活動に誰よりも早く見切りを付け本社をアメリカに移転し、国籍もアメリカに変更している。中国軍の侵攻に対抗するための軍資金を提供してもらうため桜坂が訪れた際は北海道の別荘に住んでいた。桜坂のかつての恋人・千華子（ちかこ）の父であり、娘の誕生日に希少な花の種をプレゼントしてくれたこと、娘の交通事故死後に毎年墓参りをしていたことを覚えており、桜坂に自分の資産から300億ドル（約3兆円）を提供する。
笹峰 静観（ささみね せいかん）
世界のタンカーの15%を所有する笹峰船舶財団のオーナー兼会長。父から引き継いだ財産を元手に商売を始め、現在では「海運王」と呼ばれるまでに至った。「金に勝る道徳なし」という考えを持っており、税金対策のために小国を買い取るなど豪快な人物だが、中国軍相手に引けを取らない桜坂の姿に感銘を受け、騒擾状態の台湾に物資を援助し桜坂に協力した。不治の病に冒され余命一年を宣告されており、自身の死後は財団の資産を全て桜坂に提供するつもりでいる。
秘書として雇った国分とは相思相愛の仲であったが、自らの死期を悟っていたために手を出そうとしなかった。
国分（こくぶ）
笹峰の女性秘書。かつて桜坂の議員秘書をしており、桜坂に請われて笹峰に台湾支援を促した。議員秘書時代に桜坂に好意を抱いていたものの、妻子ある桜坂への愛は叶わないと悟り身を引いて日本を去っていた。その後笹峰の秘書となり相思相愛の関係に至ったものの、悲恋に終わる。
去り際に笹峰財団の全資産の目録を桜坂に渡し、遺産を桜坂に提供する笹峰の意思を伝えた。

### 九州国
堂本 文夫（どうもと ふみお）
穏健なハト派として知られる元首相。国政から引退してしばらく経つが、未だ地元では高い人気を保っている。
傀儡政権として九州を独立させようとしていた統一朝鮮軍は当初、福岡県知事の岩本を九州国の初代大統領に選んでいたが、岩本知事が九州独立を宣言することを拒否して殺害された為に、急遽堂本を代わりの初代大統領に選択した。傀儡政府として利用されることは堂本自身も分かっていたものの、これ以上九州に血が流れることを嫌って唯々諾々と統一朝鮮軍に従い、九州独立を宣言。九州国初代大統領に就任した。

### 統一朝鮮国
高 城眞（コウ・ソンジン）
元朝鮮人民軍将軍。日本との外交問題が発生する度に日本への報復を声高に叫んでいた極左軍人だったが、人民のために李万男暗殺を企てたことで投獄されていた。李万男の死後に中国軍によって救出され、そのまま中国の後押しで北朝鮮の最高指導者となり、武力による南北朝鮮統一を遂行する。南北統一後は統一朝鮮軍最高司令官に就任する。統一後の朝鮮民族団結を目的に日本への侵略（これは中国の意向に沿ったものであった）を敢行し、初戦で九州を占領し傀儡政権として独立させた。
だが、劉将軍の無血開城後は戦局が不利に傾き、その後中国からの援助が途絶えたことで日本からの撤退を部下に進言されるが聞き入れず、軍事政権の求心力維持のために日本との交戦を継続した。最終的には長崎の死守も停戦交渉阻止も失敗に終わり、さらにアメリカの意向を受けたロシア軍に朝鮮半島が侵攻されることになる。戦場となった平壌を脱出しようとするも、最後は中国により口封じのため殺害された。
高 東宣（コウ・ドンソン）
高将軍の実弟で、統一朝鮮空軍大佐。桜坂を抹殺するため、亡命しようとした統一朝鮮国高官らが搭乗していたボーイング747をハイジャックし、新生日本政府と統一朝鮮軍日本侵攻部隊との停戦交渉場所（長崎沖のタンカー上）へ爆発物を満載して体当たりしようとしたが、西条の捨て身の攻撃で阻止され死亡した。
李 万男（リ・マンナム）
北朝鮮労働党中央委員総書記。部下の工作員に在日米軍基地を標的にするため小型核爆弾を持たせたところ、中国のウォンに買収され、国会議事堂で核爆弾を起爆されてしまう。このテロを口実にアメリカ空軍のステルス爆撃機が出撃したと報告を受けた際には中国・ロシアに助けを求めたが、両国に見捨てられてしまい、発射された空対地ミサイルで暗殺される。
モデルは金正日。
柳 鶴林（リュウ・ハクリン）
北朝鮮労働党中央委員書記（対南担当）。横須賀の米軍基地への核爆弾テロを指示したが、ウォンに買収された工作員が日本の中枢を爆破してしまい、李万男に責任を追及され制裁を受ける。米軍の報復攻撃を警戒し、李万男に防空壕への避難を進言するが聞き入れられず射殺されそうになったところ、米軍の空対地ミサイルの攻撃を受け、李万男ら他の幹部共々死亡した。
金 成哲（キム・ソンチョル）
北朝鮮労働党統一戦線部部長。横須賀の米軍基地への核爆弾テロを命令されていたが、ウォンに買収され国会議事堂で核爆弾テロを実行する。
伊 容夏（イ・ヨンハ）
統一朝鮮陸軍中佐。九州を占領した日本侵攻軍の司令官。
朝鮮民族としての誇りは強く、周囲からも「異常」と称される程に高将軍を崇拝していた。長崎での戦いにおいては九州の朝鮮人難民を片っ端から徴用し特攻を強制することで桜坂慎二郎率いる日本人ゲリラを追い詰めた。元々は何人もの小さい弟や妹達を養うために軍人になった男であり、子供を想う気持ちは強かったのだが、今回の戦争では戦争への異議を唱えた難民の老人や敵前逃亡者を射殺したほか、幼い子供にまで特攻を強要するなど非道な振る舞いを見せる人物に変貌してしまう。
弾薬庫を失っても尚、高将軍からの信頼に応えるべく抗戦を続けようとしていたが、元参院議員の白文煥の説得を受けて降伏を決断。降伏交渉の代表者を白文煥に指名した委任状を残し、自害した。
裵（ヒ）
統一朝鮮陸軍大尉。伊中佐の副官。本国に妻子を残している。
軍人としての誇りは子供達のために戦う姿にこそあるのだと常々語っていた伊中佐を信頼し、長らく彼の側近を務めた。伊中佐の自害後は日本侵攻軍の兵達のまとめ役となり、桜坂満太郎との交渉を担当した。その後彼を含めた日本侵攻軍の兵達は捕虜となるが、後に桜坂によって解放され、朝鮮半島に帰国する。ロシア軍の侵攻によって混乱する朝鮮において、内乱の鎮圧に力を尽くした。
白 永寛（ベック・ヨンガン）
韓国大統領。北朝鮮軍の侵攻を受けアメリカ軍の救援を頼って逃亡したが、運転手に変装した北朝鮮の工作員に拉致され、以後の消息は不明。アメリカ政府は白政権が北朝鮮寄りの反米傾向があり、アメリカ国民の世論の支持が得られないとして、事実上見殺しにした。
モデルは盧武鉉。
白 文煥（ハク・ムンファン）
日本の参議院議員を務めていた韓国系日本人。ハングルと日本語の両方を扱うことができ、統一朝鮮軍の九州占領後は九州にて軍人達と在日の通訳をしていた。銃口を向けられても一歩も引き下がらない強い精神力の持ち主。戦場に赴いた桜坂満太郎の降伏の呼び掛けを受けても尚降伏に応じようとしない伊中佐を説得し、降伏を決断させた。自害した伊中佐の委任により、停戦交渉の朝鮮側代表の役割を引き受けた。
モデルは白眞勲。

### 中華人民共和国
鄧 建民（とう けんみん）
半世紀以上にも渡って共産中国の実権を握ってきた影の独裁者で、党幹部達からは「大老」と呼ばれている。中国が敢行した一連の軍事行動は全て、アメリカ合衆国との覇権戦争の前哨戦として彼の指示で実行されたものだった。抗日戦（日中戦争）を戦った経験があると話していることから、80歳以上の高齢であることが窺える。当初は姿も全く見せておらず、彼の存在は共産党幹部の中でも限られた者にしか知られていなかった。周雲山暗殺後は趙藍帝を通して中国を実質的に動かしていたが、周雲山暗殺からほとんど時の経たぬ内に米国に自身の存在を嗅ぎ付けられる。以後は趙藍帝と行動を共にし、彼自身が直接軍へ指示を出すようになる。
中国という国を「自身の全てである」と語っており、死を迎える日まで中国の住人でありたいと願っている。それ故に桜坂から北アフリカへの亡命を要求された時には激昂していた。しかし、指導者として民のことを真剣に考えているとは言い難く、自分に従わない人民や部下を躊躇無く殺そうとする冷酷さには忠実な部下の筈の趙藍帝ですら時に戸惑いを隠せなくなる程である。最期は自害したと見せかけるために自宅を爆破して、いずこかへ逃亡していった。
周 雲山（しゅう うんざん）
国家主席。苛立つと爪を噛む癖がある。日本占領等、一連の軍事行動を敢行した。
当初は計画通りに事が運んでおり、中国軍は東京まで制圧を完了したものの、その後は劉金星が桜坂ら日本の残存勢力の掃討作戦において失敗を繰り返し、人民解放軍に多大な被害が出たために強く焦りを感じるようになる。独立宣言した台湾に対しても当初は徹底抗戦の構えを見せており、「ミサイル誤射」の名目で台湾を示威したが、報復措置として台湾から弾道ミサイルによる威嚇攻撃を受けたために平和的解決路線に転換しようとする。
しかし、台湾に対する武力行使を否定したことによって趙藍帝ら軍部との対立は決定的となり、鄧建民からも見切られることとなる。それでも最期まで政治家として死力を尽くす決意を固め、マスコミを通じて軍部の陰謀を暴露しようとするが既に鄧建民の手が回っており、鄧の命令を受けた警護官によって暗殺された。
趙 藍帝（ちょう らんてい）
共産党中央軍事委員会主席で、タカ派の軍人。武官のトップとして中国人民解放軍を統率する。
周雲山の部下として日本侵攻を指揮していたが、台湾への対応を巡って周雲山と対立するようになる。その後は鄧建民の所に行き来しており、軍が全権を握る方策を練っていた。周雲山暗殺事件の後に戒厳令を敷き、全権が軍部に渡ってからは中国の名目上の最高指導者となる。しかし、周雲山暗殺から時を経ない内に鄧建民の存在をアメリカや日本に知られたため、日米両国の首脳陣からはほとんど相手にされていなかった。最後は桜坂の要求に応じ、北アフリカに亡命した。
劉 金星（りゅう きんせい）
南京大軍区総司令官。日本占領軍の司令官として派遣される。兵が何人死のうと構わず作戦を強行した他、桜坂達だけではなく民間人を巻き込むことを承知の上で仙台市への無差別爆撃を行う等、任務遂行の為ならば苛烈な手段も厭わず「猛将」と呼ばれる。幼い頃に国共内戦で両親を失い、内戦による混乱と貧困の中で幼い弟妹も亡くした過去を持つ。そのために軍人として中国人民を守るために戦う意志は非常に強く、「人民のためにいつでも死ねる軍人でありたい」と思っている。
しかし、保身に走った共産党により、米中戦争勃発の全責任を自身の南京大軍区に押し付けられ、本国の南京軍を粛清される。無血開城を求める桜坂との猿島での会談でこのことを知らされた彼は共産党との決別を決意する。日本から自軍部隊を撤退させた後、南京大軍区を「南京国」として中国から独立させ、南京国臨時大統領に就任し、日本・台湾と同盟を結ぶ。一連の動乱の後に、「中華連邦共和国」結成を主導する。
ウォン
中国系の組織犯罪集団「八頭龍（やずりゅう）」を率いる初老のテロリスト。東シナ海で海賊行為を繰り返しており、「白鯱」の異名で恐れられている。北朝鮮の工作員を買収し、日本の官庁街で核テロを起こさせた。実は中国人民解放軍の将軍で、国家を背景とした信念で動いていたが、当の中国首脳部からは捨て駒として扱われていた。国会テロを起こした後は中森を通じて日本を中国の支配下に置こうとしたが失敗に終わり、その後は桜坂の屈服を狙ってテロ行為を繰り返す。だが、最終的には桜坂慎二郎率いる特殊作戦群に捕縛され、切り札として部下に持ち込ませていた3つの小型核爆弾も回収される。中国軍による弾道弾攻撃の標的になっていることが分かっていたため、収監されている入間基地から脱走しようしたが叶わず、自身の最期を悟る。今際に無線を通じて桜坂に対し、「戦わねば、日本に夜明けはない」と遺し、彼を「大統領」と呼び、爆炎に呑まれた。
漢字表記（本名）は「黄勇」。
隗（かい）
中国海軍の将軍で南京大軍区に所属している。独立宣言した台湾を占領するために派遣され、台湾沖海戦において中国艦隊の指揮を執った。同じ南京大軍区所属の劉とは対立関係にある。台湾占領の功を焦っており、特に劉に手柄を奪われることに過敏になっている。自惚れが強く、中国を牽制するために台湾海峡を航行していたアメリカ第7艦隊に対し、中南海の意向を無視して奇襲を仕掛け全滅させてしまう。これに対する米国の報復で中国本土が核攻撃を受けたが、それでも尚本部の指示を無視して進撃した結果、台湾空軍とアメリカ空軍の反撃に遭い死亡し、艦隊も全滅してしまう。
張 錫龍（チャン・シロン）
元中国空軍副司令官。「八頭龍」のナンバー2でウォンの右腕。上海電脳集団公司の役員として日本で暗躍している。ウォンの居場所を探っていた桜坂慎二郎によって拉致される。尋問にも口を割らない強靭さを見せ付けたが、うっかり核爆弾の詳細を漏らしてしまう。
喬 継耐（きょう けいたい）
南京大軍区副司令官。劉の部下で南京軍を預かっていたが、中国軍の相次ぐ敗戦を受け戒厳令を敷き共産党政権に反旗を翻す。しかし、真実は妻子を人質に取られた喬が鄧の命令で行った狂言であり、南京大軍区を粛清する大義名分を作るために仕組まれたものだった。戒厳令に反対する市民のデモに対し虐殺命令を下した後、上海を脱出する。
元々は劉を監視するために中南海から派遣された人物で、劉からは全く信用されていなかった。
温 文泉（おん ぶんせん）
共産党幹部。傀儡政権樹立のための要員として派遣された日本統治司令部司令官。文官であるが故か危機感に欠けており、劉の神経を逆撫でするような言動も多かった。対日戦勝利パーティーを都内で開催中にレジスタンスの矢吹の仕掛けた爆弾テロで側近共々死亡した。
陶 金飛（とう きんぴ）
中国商工会議所会頭。上海財界のドンと呼ばれる実力者。劉とは長年の付き合いがある。劉の南京国独立に対し慎重な態度を見せるが、人民の民意と劉の覚悟を見定め南京国への協力を決意する。銃弾の飛び交う戦場で平然としているなど、肝の据わった人物である。

### 中華民国（台湾）
孫 建仁（そん けんじん）
元軍人の総統。桜坂直々の説得で、アジアの新秩序を創生するために台湾独立を強行する。中国からミサイル誤射に名を借りた示威行為を受けた時には直ちに報復措置をとり、三峡ダムに向けて弾道弾を発射し、中国を示威（直前で自爆）した。この行動が中国軍部を暴走させ、やがて内部分裂を引き起こす契機となった。その後は桜坂と共に東アジア安全保障会議の開催に尽力する。
曹 伯華（そう はくか）
孫総統の私設補佐官。桜坂の親友。アメリカで活動する台湾ロビー達を陰で操っている台湾産業連合財団の財団長代理でもあり、台湾政府の実質的なナンバー2とまで言われている。
中国から親台派として敵視されることも厭わずに訪台して、自身の結婚を祝福してくれた桜坂を自分の兄弟とまで語っている。日本と台湾との提携を成立させるため、孫総統と桜坂との秘密会談を取り付ける。最後は孫総統を殺害しようとした刺客からの弾丸を身を挺して受け止め、死亡した。

### チベット
ドマ
チベット解放戦線の指導者。かつては「荒漠の猛禽」と恐れられた武闘派の将軍だったが、犠牲者の増加を懸念する宗教的指導者達とのすれ違いや長年に渡る孤独な戦いに疲れ果て、その気概を失っていた。
劉に中華連邦共和国への協力を求められた際には漢民族への不信感から拒絶しようとするが、劉の本心を聞き中国からの独立を決意し、チベットに侵攻したインド軍を撤退させ、中華連邦共和国への加盟を宣言した。

### アメリカ合衆国
ロバート・ヘイグ
大統領。北朝鮮の李政権を抹殺するため平壌への空爆を決意し、中国の黙認を得る見返りとして在韓米軍を撤退させた。この動きが一連の戦乱のトリガーとなったが、当初は同盟国への救援には消極的であった。日本の政権が知事連合に統一されたことで日米安保に基づき援軍を送ったが、中東のテロ組織を利用した中国の罠によって軍事衛星網を破壊されたため手を引き、以後暫くの間は世界情勢を静観することを余儀無くされる。
軍事衛星網の復旧後は本格的介入を再開しており、第7艦隊が壊滅した際には「アメリカのルールに従わない国には容赦しない」と語って中国のミサイル基地への核攻撃を実行するなど、パクス・アメリカーナの体現者としての一面を覗かせた。その後は側近達の意見を聞き入れアメリカが東アジアの覇権を握るための計画を練っており、長期戦略で懐柔したロシアを動かして朝鮮半島に侵攻させたが、ロシア軍が高将軍の捕縛に失敗し内乱が泥沼化したことで、覇権主義の誤りを悟る。ニュージーランドで桜坂と直接会談を行い、日本の覚悟を見定めたことで東アジア安全保障会議への参加を決断する。
モデルはジョージ・W・ブッシュ。
ジョナサン・スペンス
国防長官。大統領執務室（オーバル・オフィス）に集まるヘイグ大統領の側近達の中では最も地位が高いこともあり、事実上のリーダー格となっている。アメリカの覇権を堅持することに拘っており、他国の国力を過小評価したり、米軍の力を過信した発言も多い。ボビーからは「悪しき軍事力至上主義から抜けきれていない」と言われたこともあった。
中国相手に健闘する桜坂に興味を持ち始め、グァムでの桜坂との会談で彼が有能な政治家であることを認めた。だが、終盤ではアジアで台頭しようとする新生日本を警戒し、桜坂に対しても懐疑的になっていった。その一方で、桜坂との直接会談に先立ってヘイグが「桜坂に協力や意見を求める気はない」と明言した際には、桜坂の提案に相応の価値があれば受け入れても構わないという含みを持たせた進言を行っている。
ヘンリー・ラブス
大統領首席補佐官。大統領執務室に集まる側近の中では、やや腰が低く常に敬語を使う。アメリカの国力を過信し、覇権維持に固執する傾向のある他の高官達に比べると冷静且つ慎重な性格らしく、意見が合わないことも多い。
ボビー・ゴールドマン
大統領次席補佐官。黒人。ハーバード大学時代の桜坂のボクシング仲間だった。左目辺りには桜坂との試合でつけられた傷が今も残っている。元陸軍将校であり、ハーバード大学で書いた軍事戦略の論文が認められて大統領補佐官に抜擢された経歴を持つ。桜坂の政治手腕を高く評価しており、「日本が大統領制ならば彼をおいて他に大統領になれる者はいない」とまで明言するほど。
桜坂の親友だということもあってか親日寄りであり、日本救出を強く主張し続けていた。中国軍の東京占領後、アメリカが日本に救援を出さないと結論したために大統領補佐官を辞任。小規模の義勇軍を組織して日本へと渡り、元陸軍将校としての経験と軍事戦略のプロとしての知識を活かして桜坂を助ける決意を固める。元々アメリカでは安全保障に深く関わる立場にいたため、それを元にアメリカの次の行動を予測し、桜坂に助言を行うことも多かった。戦争の終結後はヘイグの補佐官に復帰し、アメリカに戻った。
ブレント・ドーン
中央情報局（CIA）長官。大統領執務室に顔を見せる機会の多い側近の一人。多少熱くなりがちな性格であり、辛辣な発言も多い。
ピーター・リングウッド
国家安全保障局（NSA）事務局長。黒人。大統領執務室に顔を見せる機会の多い側近の一人。落ち着いた性格であり、あまり表情を変えない。
スティーブ・ヒルマン
連邦準備制度理事会（FRB）議長。日本の救出を唱えるボビーに対し、経済的見地から救出の必要性は無いと主張した。非常に冷めた人物であり、ボビーに義勇軍結成を認めたヘイグに対し呆れたような態度を見せた。
ジェームズ・ランドルフ
太平洋艦隊司令官。四代続く軍人一家の出身で、自身も「猛将」と評されている。グァムに赴き桜坂と会談する。桜坂個人に対しては好意的だが、アメリカの対中戦略に日本を同意させるために米軍の最新技術を見せ付け、アメリカの優位性を誇示した。
外見がオネストと酷似している。
ヘンリー・オネスト
第7艦隊司令官。高東宣がハイジャックしたボーイングの不審な動きを捉えペンタゴンに報告し、桜坂に注意喚起させるように図った。
外見がランドルフと酷似している。
「ニミッツ」艦長
第7艦隊旗艦・原子力空母「ニミッツ」艦長。姓名は不明。
九州が統一朝鮮軍の侵攻を受けた際に発動された日米安保に基き救援に向かうが、待ち伏せしていた統一朝鮮海軍潜水艦部隊の奇襲を受け、甚大な被害を出し撤退。その後、中国軍の台湾侵攻を牽制するために再び出撃するが、隗将軍の暴走によって中国艦隊から強襲され艦隊が全滅。乗艦「ニミッツ」も撃沈され、5000人に及ぶ死者を出す。
オネスト司令官の登場が第15巻からのため、作中で第7艦隊が参加した戦闘では実質的な司令官として描写されている。
スチュワート
ロサンゼルス級原子力潜水艦「サンフランシスコ」艦長。日本軍の捕虜になって広島で被爆し死亡した軍人を父に持つ。滅多に感情を表に出さない性格であり、「鉄仮面」というあだ名を持つ。
中国が日本に対し核をバックにした脅しを行ったのを目の当たりにし、「サンフランシスコ」を桜坂の日本国臨時政府に提供、義勇兵となった。中国の核ミサイル基地のデータがインプットされた巡航ミサイルを搭載した「サンフランシスコ」が新生日本政府に帰順したことで、中国は日本に対する核攻撃を断念せざるを得なくなる。
ノグチ
「サンフランシスコ」副艦長。日系アメリカ人三世。日系であることを誇りに思っており、中国が北海道を核攻撃する可能性が出てきた際には人一倍の危機感を抱き、中国への報復を強く主張した。その後スチュワート艦長とともに日本独立のための義勇兵となる。

### 国際連合
ルイス・モンテーロ
国連事務総長。黒人。中国軍の日本侵攻に際し安全保障理事会の開催を呼び掛けたが、常任理事国の反対により不可能となってしまう。
台湾の国連加盟に反対の立場だったが、元部下の橘にイラクのフセイン大統領との賄賂の証拠を突き付けられ、台湾の国連加盟を承認する。
モデルはコフィー・アナン。

## その他
- 本作では日本国の象徴であり日本国民統合の象徴である天皇が全く登場しない（皇室の存在にすら触れられていない）。また、作品終盤で日本国憲法を廃止し、日本国暫定大統領を置いて新たに選出した国民議会で自主憲法を制定しようとしている描写があり、君主制がいつの間にか廃止されたことになっている。
- 「日本本土を侵略する軍隊と戦い、真の独立を摑む」という設定のため、軍事的考察を精密に行っていない。そのため、突っ込みどころの多い作品になっている。例として、北朝鮮が韓国と九州を僅か1週間ほどで征服するなどアジア最強の軍事力を見せ付けたり、また専守防衛に関しては、現実にはアジア最強の海上兵力を持つ海上自衛隊の存在が作品では全く描かれていない（何らかの方法で無力化させられたという描写もない）など、強引なストーリー展開が見受けられる。

## 単行本
- 第1巻 2003年11月8日発売 ISBN 978-4-107-71119-9
- 第2巻 2004年2月9日発売 ISBN 978-4-107-71135-9
- 第3巻 2004年5月8日発売 ISBN 978-4-107-71149-6
- 第4巻 2004年7月9日発売 ISBN 978-4-107-71161-8
- 第5巻 2004年9月9日発売 ISBN 978-4-107-71172-4
- 第6巻 2004年11月9日発売 ISBN 978-4-107-71182-3
- 第7巻 2005年1月8日発売 ISBN 978-4-107-71193-9
- 第8巻 2005年4月9日発売 ISBN 978-4-107-71211-0
- 第9巻 2005年6月9日発売 ISBN 978-4-107-71219-6
- 第10巻 2005年8月9日発売 ISBN 978-4-107-71231-8
- 第11巻 2005年10月8日発売 ISBN 978-4-107-71241-7
- 第12巻 2005年12月9日発売 ISBN 978-4-107-71251-6
- 第13巻 2006年2月9日発売 ISBN 978-4-107-71262-2
- 第14巻 2006年5月9日発売 ISBN 978-4-107-71272-1
- 第15巻 2006年7月7日発売 ISBN 978-4-107-71282-0
- 第16巻 2006年9月9日発売 ISBN 978-4-107-71294-3